# (7736) Нижний Новгород
(7736) Нижний Новгород (лат. Nizhnij Novgorod) — типичный астероид главного пояса, открыт 8 сентября 1981 года советским астрономом Людмилой Журавлёвой в Крымской астрофизической обсерватории и 9 марта 2001 года назван в честь города Нижнего Новгорода.

## Обнаружение и именование
(7736) Нижний Новгород
Открыт 8 сентября 1981 года в Крымской астрофизической обсерватории Л. В. Журавлёвой.
Нижний Новгород — старинный русский город, расположенный на слиянии рек Волги и Оки. Основанный в 1221 году, город в настоящее время является крупным промышленным, научным и культурным центром. Он известен многими архитектурными памятниками и знаменитой Нижегородской ярмаркой.
Оригинальный текст (англ.)7736 Nizhnij Novgorod
Discovered 1981 Sept. 8 by L. V. Zhuravleva at the Crimean Astrophysical Observatory.
Nizhnij Novgorod is an old Russian city located at the confluence of the Volga and Oka rivers. Founded in 1221, the city is now a large industrial, scientific and cultural center. It is known for many architectural monuments and the famous Nizhnij Novgorod Fair.
Источники: 20010309/MPCPages.arc; M.P.C. 42357.

## Орбита

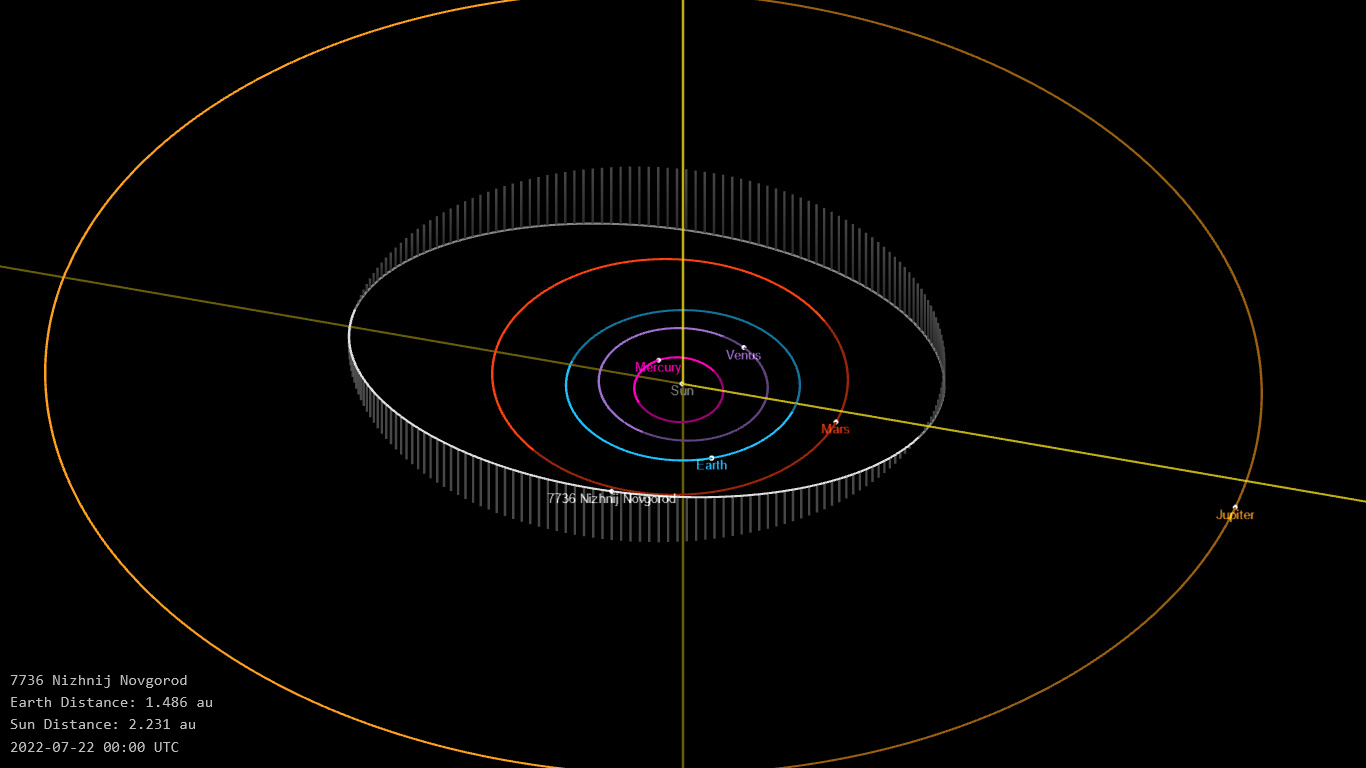
Орбита астероида Нижний Новгород и его положение в Солнечной системе

## Физические характеристики
Астероид относится к таксономическому классу S.
По результатам наблюдений в видимом и ближнем инфракрасном диапазоне космического телескопа NEOWISE диаметр астероида сначала оценивался равным 7,834±0,046 км, позже — 7,692±0,101 км. Согласно тем же источникам альбедо оценивается как 0,3200±0,0583 и 0,327±0,041.